# Serrat de Galobardes
El Serrat de Galobardes  és una serra situada als municipis d'Oristà i Prats de Lluçanès (Lluçanès), amb una elevació màxima de 689 metres.